# 三跡
三跡（さんせき）は、書道の能書家として平安時代中期に活躍した小野道風、藤原佐理、藤原行成の3名を指す。
用字は三蹟とも綴られる。入木道の三蹟（じゅぼくどうのさんせき）ともいう。彼らの生きた平安時代には三賢といわれた。
同様にその時代を代表する能書家を指す三筆は他にも存在するが、書道における影響で三跡が上位とされる。

## 三蹟
それぞれ、和様の大成者。名はそれぞれ音読みで読まれることもあり、その通称を片仮名で示す。
- 小野道風(894－966)（おののみちかぜ/トウフウ）- 小野の「野」をとって、野跡（やせき）と呼ばれる。
- 藤原佐理(943－998)（ふじわらのすけまさ/サリ）- 佐理の「佐」をとって、佐跡（させき）と呼ばれる。
- 藤原行成(972－1027)（ふじわらのゆきなり/コウゼイ） - 権大納言であったので、権跡（ごんせき）と呼ばれる。